# Sustenpas
De Sustenpas vormt de verbinding tussen Innertkirchen in het kanton Bern en Wassen in het kanton Uri. De pas ligt op een hoogte van 2224 meter. De huidige weg is gebouwd tussen 1938 en 1945 en behoort hiermee tot de nieuwere Zwitserse paswegen. De Sustenpas wordt weinig gebruikt als doorgangsroute en is vooral voor het toerisme belangrijk. Om deze reden wordt de weg gedurende de winter niet sneeuwvrij gehouden.
Vanuit Innertkirchen voert de weg omhoog door het spaarzaam bewoonde Gadmental. Enkele kilometers voor het hoogste punt slaat naar rechts een weg af richting de 4,5 kilometer lange Steingletsjer waarvan het uiteinde op 1940 meter hoogte ligt. Bij de gletsjertong ligt een klein meer, dit is vanaf de parkeerplaats in enkele minuten te bereiken.
Het hoogste punt van de route over de Sustenpas ligt in een korte tunnel. Aan de Berner zijde staan enkele gebouwen en zijn ruime parkeerplaatsen. De daadwerkelijke Sustenpas kan alleen te voet bereikt worden. De afdaling voert via het groene Meiental naar Wassen in het dal van de rivier de Reuss.
De Sustenpas wordt vaak in combinatie gereden met de Furkapas en Grimselpas die samen de populaire Drie-passen-tocht vormen.